# Joe O'Toole
Joseph W. O'Toole, detto Joe (...), è un preparatore atletico statunitense.
È stato per 28 anni il preparatore degli Atlanta Hawks in NBA, a partire dal 1969 fino al 1997. Fu uno dei padri della National Basketball Athletic Trainer Association (NBATA).
Nel 1995 è stato insignito del J. Walter Kennedy Citizenship Award; con Frank Layden, è l'unico non giocatore ad aver vinto il premio.
La NBA conferisce annualmente il "Joe O'Toole NBA Athletic Trainer of the Year Award", riconoscimento per il miglior preparatore atletico stagionale in NBA.